# Siraitia
Siraitia es un género con siete especies de plantas con flores perteneciente a la familia Cucurbitaceae. 

## Especies seleccionadas
| - Siraitia africana - Siraitia borneensis - Siraitia grosvenorii - Siraitia siamensis | - Siraitia sikkimensis - Siraitia silomaradjae - Siraitia taiwaniana |